# Eos (Eldritch)
Eos, stilizzato EΩS, è il dodicesimo album in studio del gruppo musicale italiano Eldritch, pubblicato il 19 novembre 2021 dalla Scarlet Records.

## Tracce
1. Dead Blossom – 1:06
2. Failure of Faith – 5:44
3. The Cry of a Nation – 6:07
4. Circles – 7:29
5. No Obscurity – 5:41
6. Sunken Dreams – 11:08
7. Fear Me – 6:31
8. I Can’t Believe It – 5:24
9. The Awful Closure – 5:48
10. EOS – 6:43
11. Runaway (Bon Jovi cover) – 3:42

## Formazione
- Terence Holler – voce
- Eugene Simone – chitarra
- Rudj Ginanneschi – chitarra
- Dario Lastrucci – basso
- Oleg Smirnoff – tastiere
- Raffahell Dridge – batteria